# Ghost Team One
Pour plus de détails, voir Fiche technique et Distribution.
Ghost Team One est un film américain comique d'horreur réalisé par Scott Rutherford et Ben Peyser, sorti en 2013.

## Synopsis
Pour impressionner une jeune fille, deux colocataires font un documentaire sur un meurtre qui a eu lieu dans leur maison il y a des dizaines d'années. Celle-ci pense que le fantôme de la victime y réside encore, les deux hommes pensent que faire un film avec elle fera un buzz. Mais après avoir mis des caméras autour de la maison, de drôles de choses surnaturel commencent à se produire. Ils s'aperçoivent vite que le fantôme est non seulement réelle, mais elle est devenue amoureuse des deux hommes.

## Fiche technique
- Titre original et français : Ghost Team One
- Réalisation : Scott Rutherford et Ben Peyser
- Scénario : Andrew Knauer et Arthur Pielli
- Direction artistique : Rémy Englander
- Décors :
- Costumes :
- Photographie :
- Montage :
- Musique :
- Casting :
- Production :
- Sociétés de production : Hernany Perla Films et Flying Monkeys Entertainment
- Sociétés de distribution : Film Arcade (États-Unis)
- Pays d'origine :  États-Unis
- Langue originale : Anglais américain, anglais canadien et anglais
- Format : couleur - 35 mm - 1,85:1 - son Dolby Digital
- Genre : Comédie horrifique et fantastique
- Durée : 83 minutes
- Dates de sortie[1] :
  - États-Unis : 20 janvier 2013 (Festival du film Slamdance) ; 25 avril 2013 (Festival du film de Newport Beach) ; 11 octobre 2013 (New York) ;
  - Italie : 15 janvier 2014 (sorti directement en DVD)

Source : IMDb

## Distribution
- Carlos Santos (V. F. : Damien Boisseau) : Sergio
- J.R. Villarreal (es) : Brad
- Fernanda Romero (en) : Fernanda
- Tony Cavalero : Chuck
- Meghan Falcone : Becky
- James Babson : J. W. Menapace
- Scott MacArthur : Elder Kent
- Craig Stott (en) : Elder Ammon

Source et légende : Version française (V. F.) sur RS Doublage